# Население на Чад
Населението на Чад според последното преброяване от 2009 г. е 11 039 873 души.
Населението е едно от най-разнообразните в Африка по отношение на етнически и езиков състав. На територията на страната се говорят повече от 200 езика, но единствените официални са френският и арабският.

## Численост
Численост на населението според преброяванията през годините:
| Година | Численост  |
| 1993   | 6 279 931  |
| 2009   | 11 039 873 |

## Статистика[2][3][4][5]

### Население
Общо: 9 885 661 души (оценка, юли 2007)

#### Етническа структура
| Етническа група | Процент от населението |
| --------------- | ---------------------- |
| Нгамбаи         | 13,11%                 |
| Араби           | 12,29%                 |
| Хаджере         | 6,68%                  |
| Канембу         | 6,27%                  |
| Маба            | 5,09%                  |
| Гор             | 3,52%                  |
| Сара            | 2,96%                  |
| Мусей           | 2,83%                  |
| Гуле            | 2,63%                  |
| Мунданг         | 2,59%                  |
| Пеули           | 2,44%                  |
| Сара Каба       | 1,89%                  |
| Маса            | 1,76%                  |
| Канури          | 1,50%                  |
| Мбаи            | 1,50%                  |
| Тупури          | 1,46%                  |
| Загава / Бидеят | 1,25%                  |
| Кука            | 1,23%                  |
| Нангчере        | 1,15%                  |
| Леле            | 1,13%                  |
| Габри           | 1,09%                  |
| Зиме            | 1,05%                  |
| Тама            | 1,01%                  |

#### Възрастова структура
- 0 – 14 години: 47,3% (мъже 2 366 496/жени 2 308 155)
- 15 – 64 години: 49,8% (мъже 2 250 211/жени 2 676 076)
- над 65 години: 2,9% (мъже 120 666/жени 164 057) (оценка на ЦРУ, 2007)
- 0 – 14 години: 46% (мъже 2 510 656/жени 2 441 780)
- 15 – 64 години: 51% (мъже 2 531 896/жени 2 960 406)
- над 65 години: 2,9% (мъже 131 805/жени 182 402) (оценка на ЦРУ, 2011)

#### Други общи данни, отнасящи се до населението
- Годишен растеж на населението: 2,32 % (оценка на ЦРУ, 2007); 2,93% (оценка на ООН, 2007)
- Средна възраст на населението: 16 години (общо); мъже – 15,3 години; жени – 16,6 години (ООН)
- Гъстота: 7,7 души/км² (оценка, ООН)
- Съотношение мъже/жени:

-Общо – 0,96 мъже/жени
-При раждане – 1,04 мъже/жени
-Преди 15-годишна възраст – 1,01 мъже/жени
-От 15 до 64-годишна възраст – 0,92 мъже/жени
-Над 65 години – 0,66 мъже/жени (оценка, ООН)

#### Раждаемост и смъртност
- Брутен процент на раждаемост: 45,73 ‰ (оценка, ООН)
- Средна плодовитост: 5,56 деца/жена (оценка на ЦРУ, 2007); 6,25 деца/жена (оценка на ООН)
- Раждаемост: 45,35 раждания/1000 души население (оценка на ЦРУ, 2007)
- Смъртност: 16,69 починали/ 1000 души население (оценка на ЦРУ, 2007)
- Детска смъртност:

-Общо – 91,45‰ (ООН); 102,07‰ (ЦРУ)
-Мъже – 100,12‰ (ООН); 108,27‰ (ЦРУ)
-Жени – 82,43‰ (ООН); 95,62‰ (ЦРУ)
- Продължителност на живота: общо – 47,52 години, мъже – 45,88 години, жени – 49,21 години (ООН); общо – 47,2 години, мъже – 46,17 години, жени – 48,27 години (ЦРУ)
- Движение на населението: -2,46 преселници/1000 души население (ЦРУ); -0,11 преселници/1000 души население (ООН)

#### Вероизповедание
- Мюсюлмани: 53,1%
- Католици: 20,1%
- Протестанти: 14,2%
- Анимисти: 7,3%
- Други: 0,5%
- С неизяснено вероизповедание: 1,7%
- Атеисти: 3,1% (данни от преброяването през 1993)

#### Грамотност
- Общо: 47,5%
- Мъже: 56%
- Жени: 39,3% (оценка на ЦРУ, 2003)
- Прекарани години в учебно заведение (средно): 5 години

#### Заболявания и проблеми
- Процент от населението с пряк достъп до питейна вода: 34%
- Процент от населението с ХИВ/СПИН (възрастни): 4,8%
- Хора, живеещи с ХИВ/СПИН: 200 000
- Смъртни случаи вследствие на ХИВ/СПИН: 18 000 (оценки на ЦРУ, 2003)
- Риск от заболявания сред населението: много висок
- Основни по-тежки заболявания:

-Свързани с храната и водата – диария, хепатит А, тиф, шистосоматоза
-Пренасяни от животни – малария
-Респираторни заболявания – менингит (ЦРУ)